# Elachistocleis magna
Elachistocleis magna es una especie de anfibio anuro de la familia Microhylidae.

## Distribución geográfica
Esta especie es endémica de Brasil. Se encuentra en los estados de Rondônia, Amazonas, Mato Grosso y Pará. 
Su presencia es incierta en Bolivia.

## Publicación original
- Toledo, 2010 : A new species of Elachistocleis (Anura: Microhylidae) from the Brazilian Amazon. Zootaxa, n.º 2496, p. 67-68.[3]